# 黒峰村
黒峰村（くろみねむら）は石川県珠洲郡にあった村。現在の珠洲市宝立町柏原・宝立町大町泥木・宝立町馬渡・宝立町黒峰にあたる。

## 地理
- 河川 ： 鵜島川

## 歴史
- 1889年（明治22年）4月1日 - 町村制の施行により、珠洲郡橿原村、大町泥木村及び馬渡村を廃し、その区域をもって珠洲郡黒峰村を設置する。
- 1908年（明治41年）8月15日 - 珠洲郡鵜島村、黒峰村及び見付村を廃し、その区域をもって珠洲郡宝立村を設置する。